# Moghila, Șumen
Moghila (în bulgară Могила) este un sat în comuna Kaspicean, regiunea Șumen,  Bulgaria. 

## Demografie
Componența etnică a satului Moghila
     Bulgari (93,24%)
     Nicio identificare (6,75%)
     Altele (0%)
La recensământul din 2011, populația satului Moghila era de 370 locuitori. Din punct de vedere etnic, majoritatea locuitorilor (93,24%) erau bulgari. Pentru 6,75% din locuitori nu este cunoscută apartenența etnică.